# Masterización directa en metal

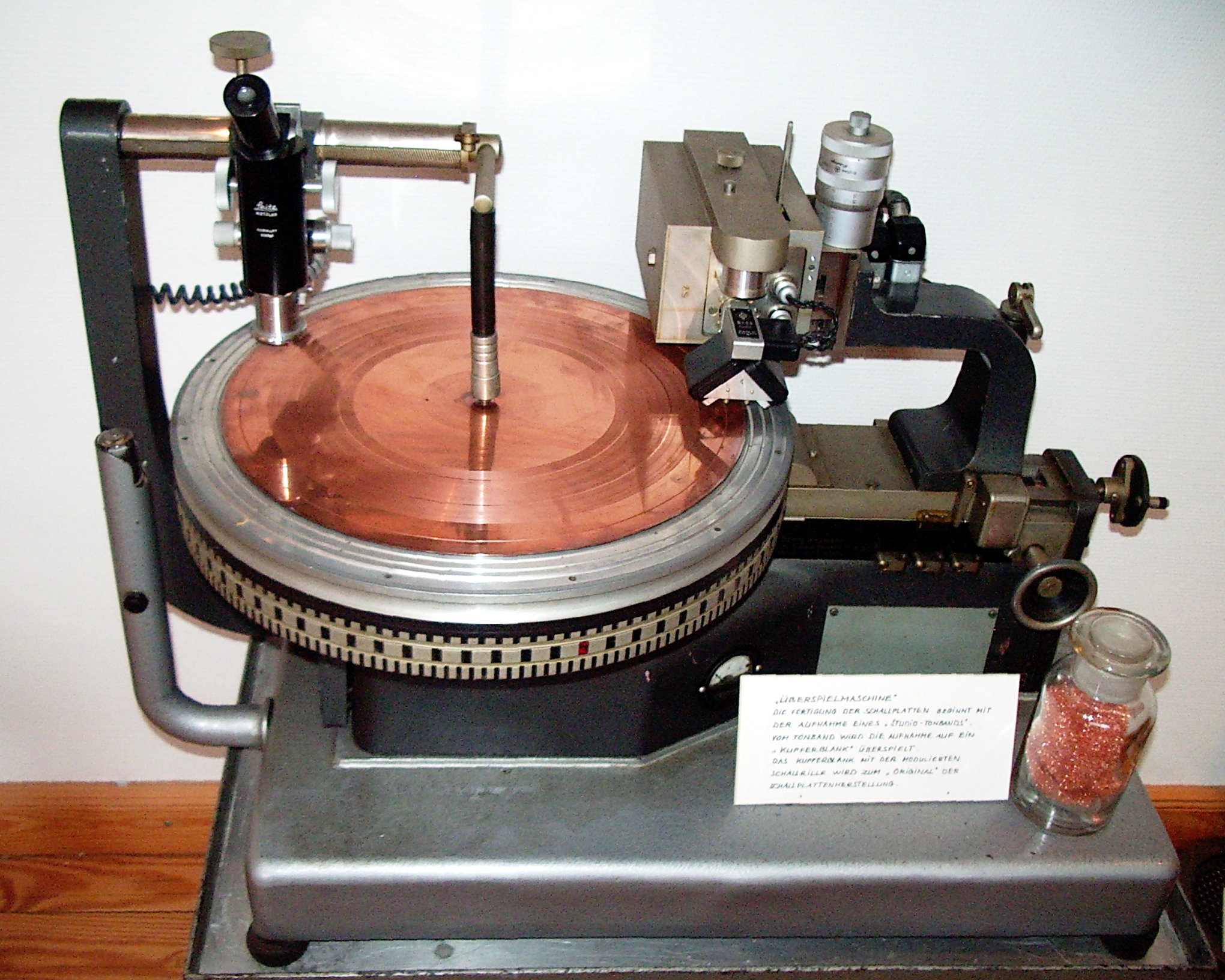
Disco de cobre DMM dispuesto en el tocadiscos de un torno Neumann AM131, construido en la década de 1930.

La masterización directa en metal (DMM por las siglas del inglés direct metal mastering) es una técnica de masterización de discos de audio analógica desarrollada conjuntamente por dos empresas alemanas, Telefunken-Decca (Teldec) y Georg Neumann GmbH, hacia finales del siglo XX, después de haber conocido la tecnología utilizada por RCA en sus Laboratorios de Princeton para sus videodiscos SelectaVision a finales de la década de 1970.
Los discos fabricados con esta tecnología suelen estar marcados con un logotipo «DMM» en la funda exterior del disco. Muchas impresiones de alta calidad de producción actual, así como LPs de producción estándar de la década de 1990, solo indican su uso inscribiendo «DMM» en el área de la ranura de salida del disco.
Neumann fue responsable de la fabricación del equipo de corte DMM como parte de sus tornos de la serie VMS80. A diferencia de la masterización de disco convencional, donde la modulación de audio mecánica se graba en un disco de aluminio recubierto de laca, el DMM corta directamente el metal (cobre), utilizando un sistema portador de alta frecuencia y palpadores de diamante especiales, vibrando a más de 40 kHz (habitualmente a 60 kHz) para facilitar el corte.

## Visión de conjunto
Las ventajas del DMM (material de superficie dura) sobre el corte de laca de acetato (material de superficie blanda) son tanto sónicas como prácticas: debido a la rigidez del medio del disco maestro, no se producen efectos de rebote en la pared del surco después de que se ha completado el corte. Esto conserva mucho mejor los detalles de modulación originales, especialmente aquellos relacionados con ataques rápidos repentinos (transitorios). La respuesta transitoria mejorada, así como la respuesta de fase más lineal del DMM, mejoran la estabilidad general y la profundidad de campo en la imagen estéreo, y se reducen los molestos sonidos de generados por la impresión de los surcos adyacentes (ecos de surcos). Además, no es necesario llevar rápidamente el disco maestro finalizado directamente a un refrigerador para conservar el surco antes de procesar el disco maestro con el fin de producir matrices para el prensado de los discos, como sucede con el corte de disco de laca convencional.
El torno de corte graba la señal de audio directamente en un disco maestro chapado en cobre, en lugar de grabar la ranura en un disco de aluminio lacado. El examen de los primeros discos DMM reveló lo que parecía ser una modulación de alta frecuencia en el surco, que se cree que es causada por el uso de un tono portador ultrasónico. En realidad, no había un tono portador, y la modulación era causada simplemente por la vibración (chirrido) del cabezal de corte mientras deslizaba sobre el disco de cobre.
El disco maestro de cobre DMM se puede platear para producir la cantidad requerida de estampadores mediante el proceso de enchapado en un solo paso. En lugar de tener que electroformar un disco maestro (o «padre»), una «madre» y luego estampadores (el tradicional «proceso de tres pasos»), el disco de cobre DMM sirve como «madre». Esto reduce el riesgo de introducir ruido que se puede generar en el proceso de electroformado (galvánico). En los casos en que se requieran cientos de estampadores, el disco DMM se utiliza a menudo como un mandril para electroformar un maestro y una madre, a partir de los cuales se fabrican muchos estampadores. La pasivación química de la superficie metálica de cada pieza impide el proceso de «plateado» (es decir, la unión física entre el metal de base y el depositado), y las piezas pueden separarse mecánicamente una vez sacadas del tanque.
Junto con la grabación de audio mecánica, el DMM es un procedimiento del pasado (ciertamente ya no está en la corriente principal de la industria de la grabación de sonido). Desde su venta al fabricante alemán de micrófonos Sennheiser, Neumann ya no produce tornos ni suministra piezas. Los tornos que se utilizan hoy en día son mantenidos en funcionamiento por consultores de servicio independientes, así como por el propio personal de las salas de corte, a menudo comprando tornos incompletos y desmontándolos para obtener piezas de repuesto.
La especificación DMM también incluye un perfil para el prensado de discos de 12 pulgadas. A simple vista, este perfil no tiene un contorno obvio en la cara del disco, dando la apariencia de un disco totalmente plano. A los efectos del moldeo por compresión, que es el proceso mediante el cual se presionan, la cara del disco sí tiene un contorno y una vista en sección transversal de un LP de 12 pulgadas revelará que tiene forma de cuña desde el centro hasta el borde. La falta de un contorno obvio en el área del surco en la cara del disco reproduce fielmente la superficie del disco original y reduce los errores de reproducción. Presionar discos con este perfil era obligatorio para que un registro llevara el logo «DMM». Los licenciatarios que no utilizaron este perfil no pudieron incluir el logotipo DMM en sus productos, pero, por supuesto, tenían la libertad de utilizar términos como «Masterizado en cobre», al igual que EMI Australia, cuando no utilizaban moldes con perfiles DMM o cuando cortaban Maestro DMM para otros fabricantes de discos. El mejor ejemplo de prensado DMM se puede encontrar normalmente en las etiquetas de Teldec (Alemania) o EMI (Reino Unido) de principios de la década de 1980.
El declive de los discos de vinilo a favor del disco compacto, hizo que muchos tornos Neumann VMS82 DMM se convirtieran para cortar discos de laca, ya que pocas plantas podían procesar másteres DMM, y numerosas instalaciones de corte de discos se adaptaron al estándar de la industria, el corte en laca.
En 2009, quedan seis o siete instalaciones de corte DMM en el mundo, todas ubicadas en Europa. Estados Unidos perdió su última instalación de corte de DMM en 2005 con la desaparición del fabricante de discos Europadisk LLC, con sede en la ciudad de Nueva York. El torno DMM de Europadisk se vendió en una subasta el 20 de septiembre de 2005 a la Iglesia de la Cienciología por 72 500 dólares.
El concepto del masterizdo DMM fue un derivado del desarrollo SelectaVision de RCA para el equipo de grabación de videodiscos CED (tanto en Indianápolis como en el Centro de Investigación David Sarnoff en Princeton Nueva Jersey), siendo intercambiado a Teldec por trabajos de investigación que utilizaron en otras aplicaciones. Después de un mayor desarrollo, Teldec intentó vender su tecnología DMM de nuevo a RCA, que no estaba interesada en la misma. Por lo tanto, como resultado, todos los títulos de DMM de RCA y sellos subsidiarios se masterizaron en otros lugares.
Aunque Neumann produjo, demostró y promovió un prototipo de unidad de masterización de CD con el sistema DMM, nunca entró en producción comercial. La mayoría de las piezas de repuesto originales restantes fueron compradas a Neumann por el consultor de corte de discos del Reino Unido Sean Davies, quien llevó a cabo el mantenimiento y reparación de los sistemas existentes desde que Neumann detuvo la producción.
La foto de la derecha muestra un disco de cobre DMM colocado en un torno de la serie Neumann AM de finales de la década de 1930. El cabezal de corte que se muestra es el Neumann SX74 para cortar discos de laca (no discos de cobre) y se introdujo en 1974.

## Ventajas e inconvenientes
La tecnología de masterización de metal directo aborda el problema de los ecos previos durante la reproducción de discos de la tecnología de masterización de laca, provocados por el lápiz de corte que transfiere involuntariamente parte de la señal de impulso de la pared del surco posterior a la pared del surco anterior. En particular, un pasaje silencioso seguido de un sonido fuerte a menudo revelaba claramente un débil eco previo del sonido fuerte que se producía 1,8 segundos antes de tiempo (la duración de una revolución a 33 rpm). Este problema también podría aparecer como un eco posterior, 1,8 segundos después de un pico de volumen.
Otra mejora es la reducción de ruido. El método de masterización de laca conlleva un mayor riesgo de añadir ruido aleatorio no deseado a la grabación, causado por el encerramiento de pequeñas partículas de polvo al rociar el plateado sobre el máster de laca, que es el primer paso necesario del proceso de galvanoplastia. Como el disco maestro DMM ya está hecho de metal (cobre), este paso no es necesario y se evitan sus fallos.
Con la ranura cortada directamente en una lámina de metal, se elimina una serie de etapas de recubrimiento en el proceso de fabricación. Esto dio lugar a más niveles de alta frecuencia y menos ruido de superficie. Además, los problemas de eco previo en los surcos adyacentes se reducen significativamente. Los graves suelen ser ajustados y bien definidos, incluso se describen como más precisos que el sonido grueso y blando de las prensas de vinilo lacado.
Debido a la modulación que se obtiene de este método de corte, han surgido críticas al sonido de los discos DMM, etiquetados a veces como excesivamente brillantes o vanguardistas.
Los LPs prensados a partir de un máster DMM se dice que adolecen de demasiada dureza o de un avance en las frecuencias altas. El hecho de que el surco se corte en cobre, un metal duro, y no en laca blanda, nitrocelulosa, supuestamente dota a estos discos de una tonalidad muy diferente a la de los vinilos grabados por el sistema tradicional. El masterizado directo en metal requiere un ángulo de corte radicalmente diferente al del corte tradicional (laca), casi 0°. Sin embargo, las cápsulas de reproducción siempre tendrán el ángulo de reproducción estándar de entre 15 y 22,5°. Así, el sistema DMM incluye el procesamiento de audio electrónico para que los discos se puedan reproducir con una cápsula estándar a pesar de haber sido cortados en un ángulo sustancialmente diferente. Este procesamiento electrónico podría explicar el supuestamente diferente «sonido característico» de alta frecuencia de los registros DMM.

## Grabaciones digitales
Una técnica similar, desarrollada por Teldec, se utiliza para las grabaciones digitales en CD y DVD.